# Alexandrella australis
Alexandrella australis is een vlokreeftensoort uit de familie van de Stilipedidae. De wetenschappelijke naam van de soort is voor het eerst geldig gepubliceerd in 1912 door Charles Chilton.